# Ki (bogini)
Ki (pismo klinowe: 𒀭𒆠) – sumeryjskie słowo na określenie ziemi. Żeński odpowiednik boga An (Anu).
W niektórych sumeryjskich tekstach razem stworzyli oni różnorodne rośliny. Obydwoje uważani byli za potomstwo bogini Nammu.
Ki jest matką Enlila (boga powietrza).